# Charles Thomson Rees Wilson
Charles Thomson Rees Wilson (Midlothian, 14 februari 1869 – Edinburgh, 15 november 1959) was een Brits natuurkundige en winnaar van de Nobelprijs voor Natuurkunde in 1927, voor zijn methode voor het zichtbaar maken van de banen van elektrisch geladen deeltjes door de condensatie van damp. Deze methode is het nevelvat, ook wel Wilsonvat genoemd, naar de uitvinder. De andere Nobelprijswinnaar in 1927 was Arthur Holly Compton. Deze gebruikte voor zijn waarnemingen aan het Compton-effect onder andere Wilsons nevelvat.

## Vroege leven en opleiding
Wilson werd geboren in kerkgemeente Glencorse even ten westen van Edinburgh, nabij Penicuik. Zijn ouders waren John Wilson en Annie Clerk Harper. Zijn vader kwam uit een boerengeslacht en was ook zelf boer. Hij overleed toen Charles vier jaar oud was. Daarop verhuisde hij met zijn moeder naar Manchester, waar hij ook zijn opleiding genoot, eerst aan een privéschool en vervolgens aan Owen's College, de tegenwoordige Universiteit van Manchester. In 1888 vertrok hij op een beurs naar Cambridge, waar hij zich voor het eerst bijzonder voor natuur- en scheikunde begon te interesseren (tot dan toe was hij van plan geweest arts te worden). Hij behaalde zijn bachelordiploma in 1892.

## Loopbaan
Na zijn studie legde Wilson zich met name toe op de meteorologie. Vanaf 1893 bestudeerde hij wolken en hun eigenschappen, onder andere aan het observatorium op Ben Nevis, de hoogste berg in Schotland. In 1895 werd hij benoemd tot James Clerk Maxwell Scholar aan het Cavendish laboratorium in Cambridge, dat onder leiding stond van J.J. Thomson. In maart 1897 publiceerde hij voor het eerst over het nevelvat, een apparaat dat hij ontwierp om wolkvorming in het laboratorium te kunnen bestuderen. In de drie jaar die volgden bestudeerde hij hoe ionen als condensatiekernen optreden bij de wolkvorming en in 1899 werd hij door de meteorologische raad benoemd op een positie waarin hij leiding gaf aan een onderzoek naar elektriciteit in de dampkring. Onbedoeld had Wilson hiermee de basis gelegd voor de eerste detector die sporen zichtbaar kan maken van geladen deeltjes.
Vanaf 1900 publiceerde Wilson een tijd lang minder, tot hij in 1918 een benoeming tot universitair docent kreeg in Cambridge, aan het Sydney Sussex College. Wel slaagde hij er in 1911 in als eerste sporen van alfa- en bètadeeltjes (elektronen) zichtbaar te maken met zijn "wolkenkamer". In 1923 had hij het instrument zo ver geperfectioneerd dat hij zijn twee beroemde, rijk geïllustreerde artikelen over de sporen van elektronen kon doen verschijnen. Hierna werd de techniek snel opgepikt en verder ontwikkeld door andere fysici. Wilsons nevelvat werd jarenlang gebruikt in het onderzoek naar kosmische straling, radioactiviteit, röntgenstraling en speelde een belangrijke rol in de ontwikkeling van kernwapens. Ook werd het nevelvat gebruikt bij het aantonen van het Compton-effect, de ontdekking van het positron door Carl Anderson en de transmutatie van atoomkernen door John Cockcroft en Ernest Walton.
Wilson bleef de rest van zijn werkzame leven verbonden aan de Universiteit van Cambridge, waar hij in 1925 ook tot professor benoemd werd. In 1935 kreeg hij de Copley Medal, eerder werd hij al onderscheiden met de Hughes Medal (1911) en de Royal Medal (1922) – alle drie van de Royal Society – en met de Howard Potts Medal (1925) van het Franklin Institute.

## Latere leven
Na zijn pensionering keerde Wilson terug naar Schotland, naar Edinburgh. Hij bleef zijn hele leven lang actief in het onderzoek en publiceerde op zeer hoge leeftijd (in 1956) nog een boek over de theorie van elektriciteit in onweer. Toen hij tachtig was, verhuisde hij naar Carlops, een dorpje vlak bij zijn geboorteplaats, waar hij op negentigjarige leeftijd overleed.